# Scary Movie 4
Scary Movie 4 és el quart lliurament de la saga Scary Movie. És dirigida per David Zucker, escrit per Jim Abrahams, Craig Mazin i Pat Proft, produït per Craid Mazin i Robert K. Weiss. És distribuïda per la companyia de Weinstein via la seva unitat Dimension Films als EUA, i internacionalment per la Bona Vista Distribution (Miramax). Va ser estrenat el 14 d'abril de 2006. Va tenir una seqüela, Scary Movie 5, estrenada al 2011.

## Argument
Tot comença quan Shaquille O'Neal i el Dr. Phil desperten en un bany públic abandonat i descobreixen que estan encadenats. Després s'encén un Televisor i apareix Billy de saw dient-los que estan respirant gas nerviós mortífer i que tenen 1 minut amb 20 segons per trobar l'antídot o moriran i posteriorment, s'apaga la televisió. Després, el Dr. Phil descobreix una serra penjant d'un braç de metall i per baixar-lo cal colpejar el braç de metall encistellant en la cistella de bàsquet. Després de diversos intents (en els que el Dr. Phil va rebre cops), Shaquille aconsegueix baixar la serra però no és possible tallar les cadenes, però poden tallar els seus peus. El Dr.Phil és el primer a tallar el peu, després que Shaquille l'insulti, però es talla el peu equivocat i es desmaia, causant la mort de tots dos.
Després apareix la introducció de La guerra dels mons, en la qual uns cromosomes dels genitals d'un home adormit en un parc ballen. Després, Tom Logan desperta a casa on apareixen 3 dones en bikini i mor en equivocar-se de medicament i agafar viagra, fent créixer el seu penis.
Anna Faris i Regina Hall estan de tornada en els personatges de Cindy Campbell, adorable i innocent, i la seva amiga, egoista i embogida, Brenda Meeks, respectivament. Elles estan acompanyades aquest cop per un completament despistat Tom Ryan. Junts, lluiten per salvar el món d'una despietada invasió extraterrestre.
Cindy es muda al costat de la casa de Tom perquè té a la seva cura una senyora. Ella més tard esbrina que la casa és freqüentada per un petit noi i continua una recerca per esbrinar qui el va matar i per què.
També, "els trípodes" (iPod) alienígenes envaeixen el món i Cindy ha de descobrir la identitat de l'assassí del noi jove per tal de detenir-los.

## Repartiment
| Actor                      | Personatge               |
| Anna Faris                 | Cindy Campbell           |
| Regina Hall                | Brenda Meeks             |
| Craig Bierko               | Tom Ryan                 |
| Conchita Campbell          | Rachel Ryan              |
| Beau Mirchoff              | Robbie Ryan              |
| Anthony Anderson           | Mahalik                  |
| Kevin Hart                 | C.J.                     |
| De Ray Davis               | Marvin                   |
| Bill Pullman               | Henry Hale               |
| Carmen Electra             | Holly                    |
| Chris Elliott              | Ezekiel                  |
| Leslie Nielsen             | Presidente Baxter Harris |
| Henry Mah                  | Mr. Koji                 |
| Michael Madsen             | Oliver                   |
| Charlie Sheen              | Tom Logan                |
| Patrice O'Neal             | Rasheed                  |
| Garrett Masuda             | Toshio Saeki             |
| Cloris Leachman            | Ms. Narris               |
| Kathryn Dobbs              | Profesora                |
| Link Baker                 | Zoltar (voz)             |
| Angelique Naude            | Mesera                   |
| Edward Moss                | Michael Jackson          |
| Rorelee Tio                | Yoko                     |
| Allison Warren             | Delegado de Polonia      |
| Shaquille O'Neal           | Billy/El mismo           |
| Dr. Phil                   | Ell mateix               |
| Lil' Jon                   | Ell mateix               |
| Fabolous                   | Ell mateix /Pistoler     |
| Chingy                     | Ell mateix               |
| Bubba Sparxxx              | Hoodlum                  |
| Bone Crusher \| Hoodlum    |                          |
| Sean Paul (de Youngbloodz) | Ell mateix               |
| J-Bo (de Youngbloodz)      | Ell mateix               |
| Don King                   | Ell mateix               |
| James Earl Jones           | Ell mateix               |
| Dave Attell                | Knifeman                 |
| John Reardon               | Jeremiah                 |
| Simon Rex                  | George Logan             |
| Kimani Ray Smith           | Cutman                   |
| Debra Wilson               | Oprah                    |
| Dale Wolfe                 | Hang Gliding Man         |
| Holly Madison              | Ella misma               |
| Bridget Marquardt          | Ella misma               |
| Kendra Wilkinson           | Ella misma               |

## Paròdies
- Yahoo!: quan Cindy diu que no ho entén, i de la paret surt sang en forma de un mapa diguent "Yahoo" per la part de dalt
- Vaseline: Quan Mahalow l'hi posa al mugró.
- Saw: L'escena d'entrada amb el Dr. Phil, Shaquille O'Neal i el dolent Jigsaw.
- Saw 2: Venus Headtraps porta posat per Cindy y Brenda, "i la clau darrera del seu ull", part de la trampa.
- The Grudge: Mentres Cindy cuida de la Sra. Norris, quan Cindy se està banyant i apareix una mà en el seu cabell, el suïcidi de Tom Logan, l'escena on apareix Yoko a l'oficina quan Cindy busca feina, quan Cindy s'aboca a l'àtic i quan uns cabells surten d'una cantonada d'una paret, a més de quan troba el nen fantasma i aquesta li parla en japonès i el respon: ' '"el teu japonès és tan dolent que em fan mal les orelles amb només escoltar", sent paròdia del diàleg entre Pai Mei i Beatrix Kiddo a Kill Bill 2, on Pai Mei critica al seu prospecte dient:" el teu cantonès és tan dolent que em fan mal les orelles amb només escoltar-te ".
- La guerra dels mons: La paròdia principal amb els Trípodes alienígens.
- No Country for Old Men: Brenda diu que si Tom és un mexicà grandot, donant referència a Tom Brandon.
- Million Dollar Baby: La lluita entre Cindy amb una Mike Tyson femenina
- Brokeback Mountain: L'escena amb el Mahalik i CJ a la carpa.
- Fahrenheit 9/11: Quan diuen al president"la nació està sent atacada", en llegir un llibre a estudiants joves en una aula.
- The Village: Quan arriben a un poble on tenen por d'«aquells dels quals no s'ha de parlar»
- Dawn of the Dead:Escena on Mahalik i CJ surten de la claveguera i ve tota la gent movent-se com zombis.
- Rumpelstiltskin: Quan el president els llegeix un conte als nens, en comptes de dir Rumpelstiltskin diu Rompeselepito.
- Michael Jackson: Quan surt enmig dels trípodes i és atacat per ells i es converteix cada vegada més en el Jackson real i negre.